# ماركوس ثورنتون (لاعب كرة سلة مواليد 1993)
ماركوس ثورنتون (بالإنجليزية: Marcus Thornton)‏ مواليد 9 فبراير 1993، هو لاعب كرة سلة محترف أمريكي بدأ مسيرته الاحترافية في سنة 2015 حيث تم اختياره من قبل فريق بوسطن سيلتكس خلال الدرافت، يلعب في دوري الرابطة الوطنية لفئة التطوير ويحمل الرقم 5. يبلغ طوله 6 قدم 4 بوصة (1.9 م).

## روابط خارجية
- ماركوس ثورنتون على موقع سبورتس رفرنس (الإنجليزية)
- ماركوس ثورنتون على موقع كرة السلة الأوروبية.كوم (الإنجليزية)
- ماركوس ثورنتون على موقع إي إس بي إن.كوم (الإنجليزية)
- ماركوس ثورنتون على موقع كلية كرة السلة في سبورتس رفرنس.كوم (الإنجليزية)
- ماركوس ثورنتون على موقع ريلجم (الإنجليزية)
- ماركوس ثورنتون على موقع بروبوليرز (الإنجليزية)
- ماركوس ثورنتون على موقع سبورتس رفرنس (الإنجليزية)
- ماركوس ثورنتون على موقع سبورتس رفرنس (الإنجليزية)